# Tipula (Pterelachisus) irrorata
Tipula (Pterelachisus) irrorata is een tweevleugelige uit de familie langpootmuggen (Tipulidae). De soort komt voor in het Palearctisch gebied.